# Modalen
Modalen – norweskie miasto i gmina leżąca w regionie Hordaland.
Modalen jest 244. norweską gminą pod względem powierzchni.

## Demografia
Według danych z roku 2005 gminę zamieszkuje 361 osób. Gęstość zaludnienia wynosi 0,94 os./km². Pod względem zaludnienia Modalen zajmuje 432. miejsce wśród norweskich gmin.
| ludność stan na 1 stycznia 2005 |         |           |       |
|                                 | kobiety | mężczyźni | razem |
| osób                            | 179     | 182       | 361   |
| %                               | 49,58%  | 50,42%    | 100%  |

| wykształcenie stan na 1 października 2004 |        |         |        |        |
|                                           | podst. | średnie | wyższe | niezn. |
| osób                                      | 51     | 178     | 52     | 4      |
| %                                         | 17,89% | 62,46%  | 18,25% | 1,4%   |

## Edukacja
Według danych z 1 października 2004:
- liczba szkół podstawowych (norw. grunnskolar): 1
- liczba uczniów szkół podst.: 56

## Władze gminy
Według danych na rok 2011 administratorem gminy (norw. rådmann) jest Monika Antun, natomiast burmistrzem (norw. ordfører, d. borgermester) jest Knut Moe.